# Steganopsis aterrima
Steganopsis aterrima är en tvåvingeart som beskrevs av Frey 1927. Steganopsis aterrima ingår i släktet Steganopsis och familjen lövflugor. Inga underarter finns listade i Catalogue of Life.